# Hegerberg (Gutensteiner Alpen)
Der Hegerberg, örtlich auch Hohenberger Höger, ist ein 1179 m ü. A. hoher Berg der Gutensteiner Alpen in Niederösterreich.

## Lage und Umgebung
Der Berg liegt gut 30 Kilometer südlich von Sankt Pölten und 40 Kilometer nordwestlich von Neunkirchen. Er befindet sich 6 Kilometer südlich der Reisalpe (1399 m ü. A.), mit der er die Gruppe Reisalpe–Hegerberg bildet, zwischen dem Göller-Gippel-Zug, um 15 Kilometer südwestlich, und dem Zug Unterberg–Jochart östlich.
Der Hegerberg erhebt sich als ebenmäßige dreikantige, bewaldete Kuppe zwischen Hohenberg an der Unrecht Traisen westlich, dem obersten Halbachtal östlich und dem Quellgebiet der Schwarza südlich. Damit bildet er den Wasserscheide-Tripelpunkt zwischen Traisen, ihrem Nebenfluss Gölsen, die nördlich zur Donau gehen, und der Leitha, die ostwärts in Ungarn in die Donau mündet. Damit gehört er auch zum Alpenhauptkamm, den man hier in den Voralpen Richtung Wiener Pforte rechnet. Am Berg grenzen die Orte Hohenberg und Kleinzell (Bezirk Lilienfeld) und Rohr im Gebirge (Bezirk Wiener Neustadt-Land) aneinander.
Am Fuß liegen westlich die Orte Hohenberg und Hofamt, von denen Hinterbergtal und Mosbachtal hierher führen, östlich die Streulagen Landshof, Heger und Halbachgscheid der Kleinzeller Ortschaft Innerhalbach mit dem Pass der Kalten Kuchl im Südosten, südlich die Ortslagen Naglreith und Werasöd, die zur Gemeinde Rohr im Gebirge gehören, und südwestlich der Ochsattel. 
Die Bezeichnung Hohenberger Höger steht in Abgrenzung zum Türnitzer Höger auf der gegenüberliegenden Westseite des Traisentals. 

## Routen zum Gipfel
Der Berg wird nur selten begangen.
Eine relativ kurze Aufstiegsroute beginnt im Süden bei Werasöd. Der Weg führt nördlich des Hirschenkogels über Forststraßen und unmarkierte Wanderwege zum Gipfel. Bei diesem Aufstieg müssen etwas mehr 400 Höhenmeter überwunden werden.